# Жан-Жак Савін
Жан-Жак Савін (фр. Jean-Jacques Savin; 14 січня 1947 — зник 21 січня 2022) — французький шукач пригод. У різні часи працював десантником, приватним пілотом, а також куратором державного парку в Центральноафриканській Республіці. У 2018—2019 роках він перетнув Атлантичний океан, плаваючи на самоті у бочкоподібній капсулі понад чотири місяці. У січні 2022 року зник під час спроби веслувати наодинці через Атлантику.

## Мандрівка через Атлантику 2018—2019
Наприкінці грудня 2018 року Савін сів у бочкоподібну капсулу і почав свою подорож з Ель-Ієрро на Канарських островах. Капсула на сонячній батареї була розроблена так, щоб протистояти нападам косаток і хвилям, і включала кухню та спальне місце. Він прибув на Кариби через чотири місяці, 27 квітня 2019 року, після чого оголосив свою подорож успішною. Після того нідерландський нафтовий танкер підібрав його та його бочку та переправив до Сінт-Естатіуса, де Савін пробув кілька днів, а згодом французький буксир доставив його на Мартиніку.

## Мандрівка через Атлантику 2022
1 січня 2022 року Савін вирушив із Сагреша (Португалія) на гребному човні завдовжки 8 м, завширшки 1,7 м і вагою 300 кг з обладнанням, включаючи рушницю, обігрівач, два опріснювачі, ліофілізовану їжу та мандоліну. Через три місяці він мав прибути на карибський острів Мартиніка. Вранці 21 січня Савін надіслав два сигнальні маяки, які вказують на те, що він має значні проблеми. Пізніше того дня португальська берегова охорона знайшла його човен перекинутим, а наступного дня водолаз, якому було доручено розслідувати, виявив тіло Савіна в каюті. Однак пізніше стало відомо, що Савіна не знайшли в його каюті і що він загубився в морі.